# Linnich

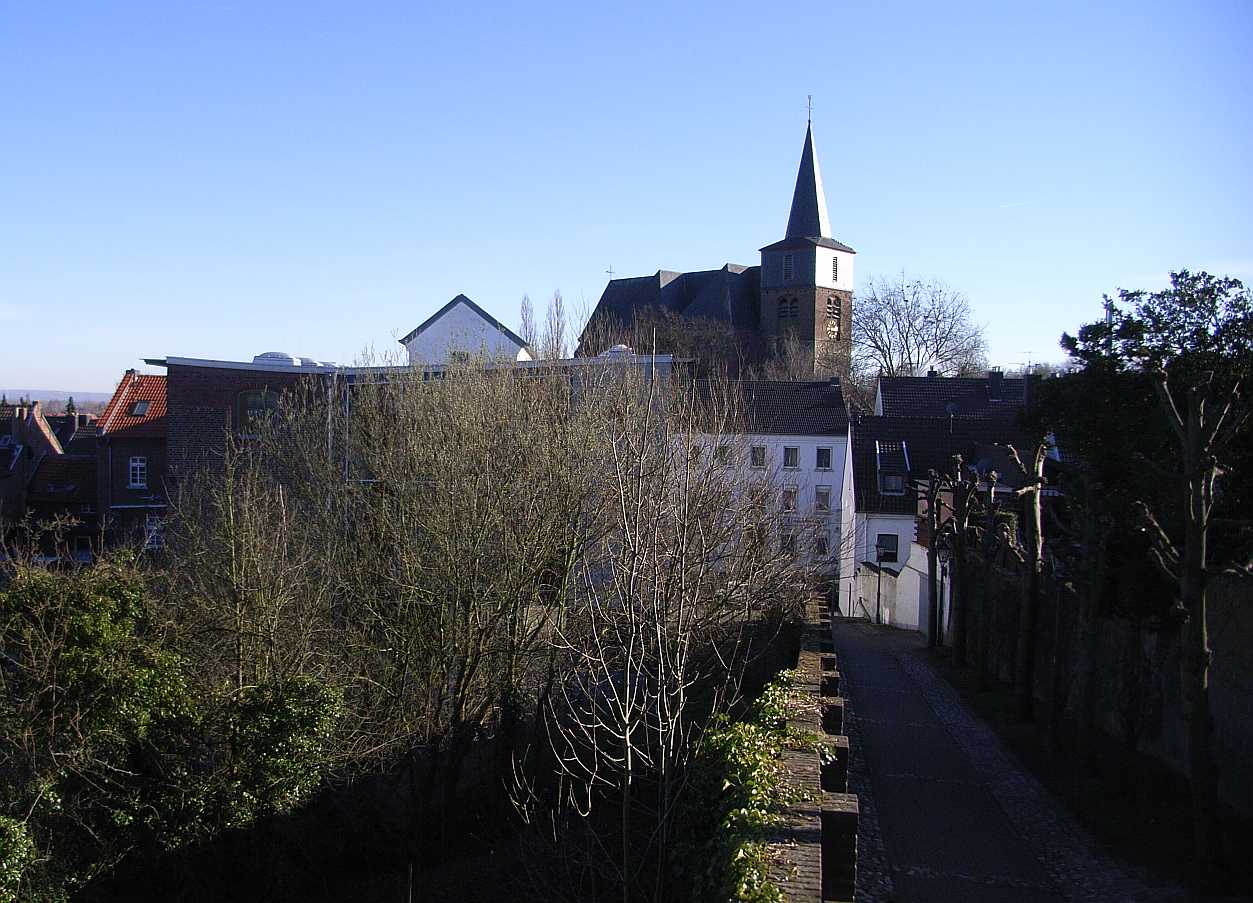
Linnich

Linnich ist die nördlichste und drittgrößte Stadt im Kreis Düren in Nordrhein-Westfalen. Sie liegt genau in der Mitte zwischen den Städten Mönchengladbach im Nordosten und Aachen im Südwesten an der Rur.

## Geographie

### Lage
Linnich und sein Umland sind im Norden der Jülicher Börde gelegen, am Übergang von der Kölner Bucht zum niederrheinischen Tiefland. Der Stadtkern von Linnich liegt im Rurtal links der Rur. Die zugehörigen Ortsteile gruppieren sich herum, wobei Körrenzig und Tetz ebenfalls im Rurtal liegen. Auch wenn Linnich nicht direkt im Rheinischen Braunkohlerevier liegt, so findet man im Stadtgebiet zahlreiche Auswirkungen der nahen Tagebaue.

### Stadtgliederung
- Linnich
- Boslar
- Ederen
- Floßdorf
- Gereonsweiler
- Gevenich
- Glimbach
- Hottorf
- Körrenzig
- Kofferen
- Rurdorf
- Tetz
- Welz

### Gewässer
- Rur
- Merzbach
- Malefinkbach
- Linnicher Mühlenteich

### Nachbargemeinden
| Geilenkirchen | Hückelhoven                                 | Erkelenz |
| Baesweiler    | Kompassrose, die auf Nachbargemeinden zeigt | Titz     |
| Aldenhoven    |                                             | Jülich   |

- Stadt Hückelhoven (9 km), Kreis Heinsberg
- Stadt Erkelenz (11 km), Kreis Heinsberg
- Gemeinde Titz (10 km), Kreis Düren
- Stadt Jülich (11 km), Kreis Düren
- Gemeinde Aldenhoven (10 km), Kreis Düren
- Stadt Baesweiler (15 km), Städteregion Aachen
- Stadt Geilenkirchen (14 km), Kreis Heinsberg

## Geschichte

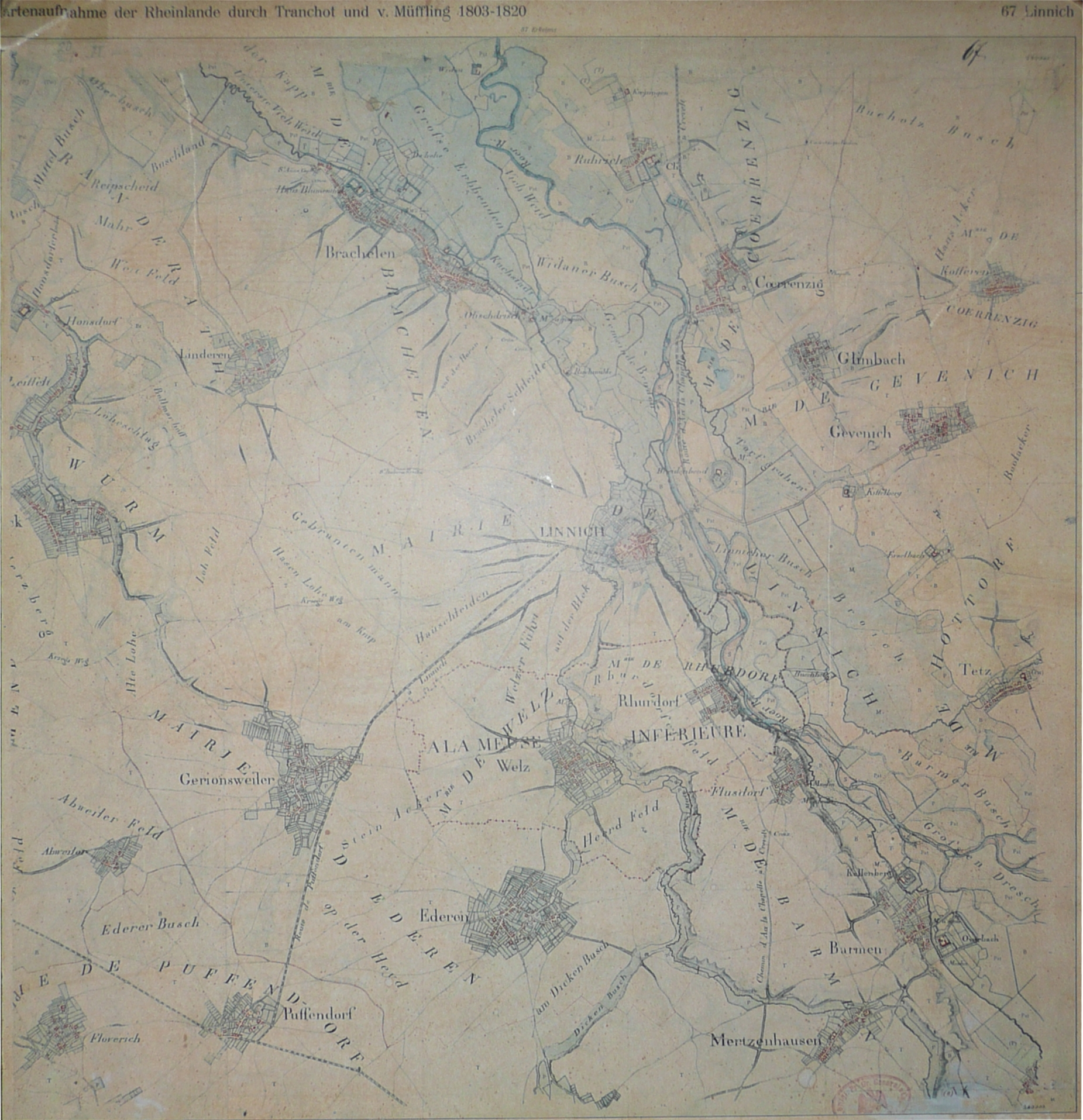
Karte von Linnich und Umgebung aus der Topographische Aufnahme der Rheinlande

Die erste urkundliche Erwähnung des Ortes datiert auf das Jahr 888 und bezeugt die Schenkung des Königsgutes „Linnica“ von König Lothar II. an das Marienstift Aachen im Jahr 851. Der Name Linnich geht auf seinen vermutlichen Gründer, einen Kelten namens Linus, zurück. Der Fronhofverband in „linneghe“ oder „Linneche“ gehörte zum Besitz Abtei Prüm dies ist im Güterverzeichnis Prümer Urbar dokumentiert. Die Abtei ließ ihre Rechte durch die Vögte von Randerath wahren. Diese erwarben nach und nach mehr Rechte und schließlich 1368 den Fronhof, der zu einem größeren Siedlungsverband herangewachsen war. Im 14. Jahrhundert erhoben sie die Siedlung zur Stadt. 1392 wird die „Stad van Linneyke“ erstmals in einer Kaufurkunde erwähnt. Herzog Wilhelm III. von Jülich hatte das Erbe der letzten Nachfahrin des Randerather Herrschergeschlechts erworben. 1397 wurde die befestigte Stadt vom Herzog von Brabant eingenommen und zerstört.
Das 16. Jahrhundert brachte der Stadtentwicklung eine wirtschaftliche Blüte. Herzog Wilhelm der Reiche duldete zudem die neue reformierte Lehre in seinem Territorium. Am Ende des Dreißigjährigen Krieges hatte die Stadt unter den durchziehenden Truppen der verschiedenen Seiten zu leiden. 1679 eroberten die Truppen des französischen Königs Ludwig XIV. Linnich. Das 1776 erneuerte Hubertuskreuz bei Linnich erinnert an die historische Hubertusschlacht von 1444 zwischen dem Herzogtum Geldern und dem Herzogtum Jülich, das sich dank des Sieges geldrische Territorien einverleiben konnte.
Nach der Zerstörung vom 2. Oktober 1794 während der Schlacht im ersten Koalitionskrieg zwischen den französischen Revolutionstruppen und den preußisch/österreichischen Truppen gehörte Linnich zu Frankreich und war von 1798 bis 1814 Hauptort eines Kantons (der die links der Rur liegenden Orte des Jülicher-Landes umfasste) im Département de la Roer. Nach der französischen Besetzung verlor Linnich unter preußischer Herrschaft zunächst den Status einer Stadt. 1820 begann man die Stadtbefestigung abzureißen. 1846 erhielt der Ort erneut die Stadtrechte und am 15. Dezember 1911 einen Bahnanschluss. In den 1920er Jahren wurde Linnich sogar für einige Jahre zum Bad.
Der Zweite Weltkrieg brachte das Ende für die alte Stadt Linnich. Ebenso wie die südlich angrenzende Herzogstadt Jülich, wurde auch Linnich im Laufe der Kampfhandlungen Ende 1944 bis Anfang 1945 zu über 90 Prozent zerstört. 1944 sollte am gleichen Ort der Hubertusschlacht der Schauplatz einer der blutigsten Panzerschlachten an der Rurfront werden. Dies war nach den Zerstörungen in den Jahren 1393, 1397 und 1794 die vierte und schwerste. Am 3. Dezember 1944 wurde Linnich nach mehrtägigen Kämpfen von amerikanischen Truppen eingenommen. Erst am 23. Februar 1945 erfolgte südlich von Linnich der Übergang über die Rur („Operation Grenade“). Durch die Kriegshandlungen wurde auch die, rechts der Rur gelegene, ehemalige Burg Breitenbend stark beschädigt, so dass sie in den Jahren 1950 und 1973 schrittweise abgerissen wurde.
Im Kontext des sich zuspitzenden Kalten Krieges wurde Ende der 1950er Jahre in der Gemeinde (Koordinaten= 50° 57′ 31,5″ N, 6° 16′ 3,8″ O) eines von zehn bundesdeutschen Warnämtern, das Warnamt V (Warnamt Linnich-Welz), in Betrieb genommen. Diese völkerrechtlich besonders geschützte und teilweise verbunkerte Zivilschutzbehörde war bis in die 1990er Jahre mit der Warnung und Alarmierung der Bevölkerung vor Gefahren im Frieden und Verteidigungsfall betraut.
In den Jahren 1992 und 2002 wurde Linnich von den Erdbeben in der rheinischen Tiefebene erschüttert. Davon war besonders die katholische Pfarrkirche St. Martinus betroffen. Der Hang, an dem sie steht, könnte bei einem weiteren Beben abrutschen.

### Eingemeindungen
Am 1. Juli 1969 wurden die bis dahin eigenständigen Gemeinden Boslar, Ederen, Gereonsweiler, Gevenich, Glimbach, Hottorf, Körrenzig, Rurdorf, Tetz und Welz eingegliedert. Am 1. Januar 1972 kam noch Floßdorf hinzu.

### Bevölkerungsentwicklung
Am Beginn des 20. Jahrhunderts wuchs die Bevölkerung – wie generell im damaligen Deutschen Reich – stetig. Die Tabelle zeigt Einwohnerzahlen der Kernstadt vor der kommunalen Neugliederung 1969. Zum Vergleich, die Einwohnerzahl der Kernstadt 2019.
| Jahr      | 1890 | 1925 | 1933 | 1939 | 1961 |  | 2019 |
| Einwohner | 2062 | 2184 | 2248 | 2337 | 3844 |  | 4280 |

### Religion
Neben der katholischen und evangelischen Gemeinde existierte in Linnich bis 1938 eine jüdische Gemeinde. Nachdem im Mittelalter Juden in Linnich ansässig gewesen waren, ließen sich in der Neuzeit wiederum Juden in der Stadt nieder. 1861 lebten hier 123 Personen. Es existierte ein jüdischer Friedhof, eine jüdische Schule und eine Synagoge, die 1913 erbaut wurde. Im Novemberpogrom 1938 wurde die Synagoge an der Nordpromenade geschändet und angezündet. Heute erinnert ein Mahnmal an die Synagoge.

## Politik

### Wappen, Flagge und Banner

Flagge der Stadt Linnich
Banner der Stadt Linnich

|                    | Wappen |
| Wappen von Linnich | Blasonierung: „Im goldenen (gelben) geteilten Schild oben ein rot gezungter und rot bewehrter schwarzer Löwe, unten in drei Reihen zu je fünf Feldern geschacht von Rot und Gold (Gelb).“                                                                                             |
| Wappen von Linnich | Wappenbegründung: Das Stadtwappen geht auf ein Schöffensiegel von 1392 zurück. Es zeigt im oberen Teil einen ungekrönten Löwen der Herzöge von Jülich und im unteren Teil ein Geschacht aus Rot und Gold in drei Reihen, dies erinnert an die ältere Herrschaft des Hauses Randerath. |

Flagge, Banner
Beschreibung der Flagge: „Die Stadt Linnich führt eine Flagge mit den Farben ‚Schwarz-Gelb‘ mit dem Wappen im Mittelfeld. Sie kann auch als Banner geführt werden.“

### Stadtrat
Der Stadtrat ist die kommunale Volksvertretung der Stadt Linnich. Über die Zusammensetzung entscheiden die Bürger alle fünf Jahre, zuletzt am 13. September 2020.
| Jahr | CDU   | SPD   | FDP   | GRÜNE | UWG | EB | Piraten | Gesamt |
| ---- | ----- | ----- | ----- | ----- | --- | -- | ------- | ------ |
| 1946 | k. A. | k. A. | k. A. | –     | –   | –  | –       | –      |
| 1948 | 7     | 4     | 0     | –     | 1   | –  | –       | 12     |
| 1952 | 6     | 2     | 1     | –     | –   | –  | –       | 9      |
| 1956 | 11    | 5     | 2     | –     | –   | –  | –       | 18     |
| 1961 | 12    | 4     | 2     | –     | –   | –  | –       | 18     |
| 1964 | k. A. | k. A. | k. A. | –     | –   | –  | –       | –      |
| 1969 | k. A. | k. A. | k. A. | –     | –   | –  | –       | –      |
| 1975 | 22    | 10    | 1     | –     | –   | –  | –       | 33     |
| 1979 | 20    | 11    | 2     | –     | –   | –  | –       | 33     |
| 1984 | 19    | 12    | 2     | –     | –   | –  | –       | 33     |
| 1989 | 16    | 15    | 2     | –     | –   | –  | –       | 33     |
| 1994 | 18    | 13    | 0     | 2     | –   | –  | –       | 33     |
| 1999 | 18    | 12    | 1     | 1     | –   | –  | –       | 32     |
| 2004 | 16    | 10    | 2     | 3     | –   | 1  | –       | 32     |
| 2009 | 13    | 9     | 2     | 2     | 6   | –  | –       | 32     |
| 2014 | 12    | 9     | 1     | 3     | 6   | –  | 1       | 32     |
| 2020 | 10    | 9     | 2     | 3     | 8   | –  | –       | 32     |

Die Angaben vor der kommunalen Neugliederung beziehen sich auf den Rat der (Kern-)Stadt Linnich. Die Stadtverordneten der FDP-Fraktion traten 1992 aus der FDP aus und gründeten die Freie Fraktion Linnich (FFL). Sie blieben der Listenverbindung mit der SPD treu. 1994 (vor der Wahl) wechselte ein SPD-Stadtverordneter zur FDP. 1999 bis 2004 bildeten Grüne und FDP eine Fraktionsgemeinschaft. In der Wahlperiode 2014–2020 bildeten FDP und PIRATENPARTEI eine Fraktionsgemeinschaft.
Mehrheiten:
- bis 1989: CDU
- 1989–1992: SPD, FDP
- 1992–1994: SPD, FFL
- 1994–2009: CDU
- 2009–2011: SPD, UWG PKL, Grüne
- seit 2011: keine

### Städtepartnerschaften und Kooperationen
Linnich pflegt seit 1974 eine Partnerschaft mit der nordfranzösischen Stadt Lesquin nahe Lille.
Die Stadt Linnich gehört zur Europaregion Euregio Maas-Rhein und ist Mitglied der Entwicklungsgesellschaft Indeland einem Projekt für neue Perspektiven im rheinischen Braunkohlerevier.

## Kultur, Sehenswürdigkeiten und Touristik

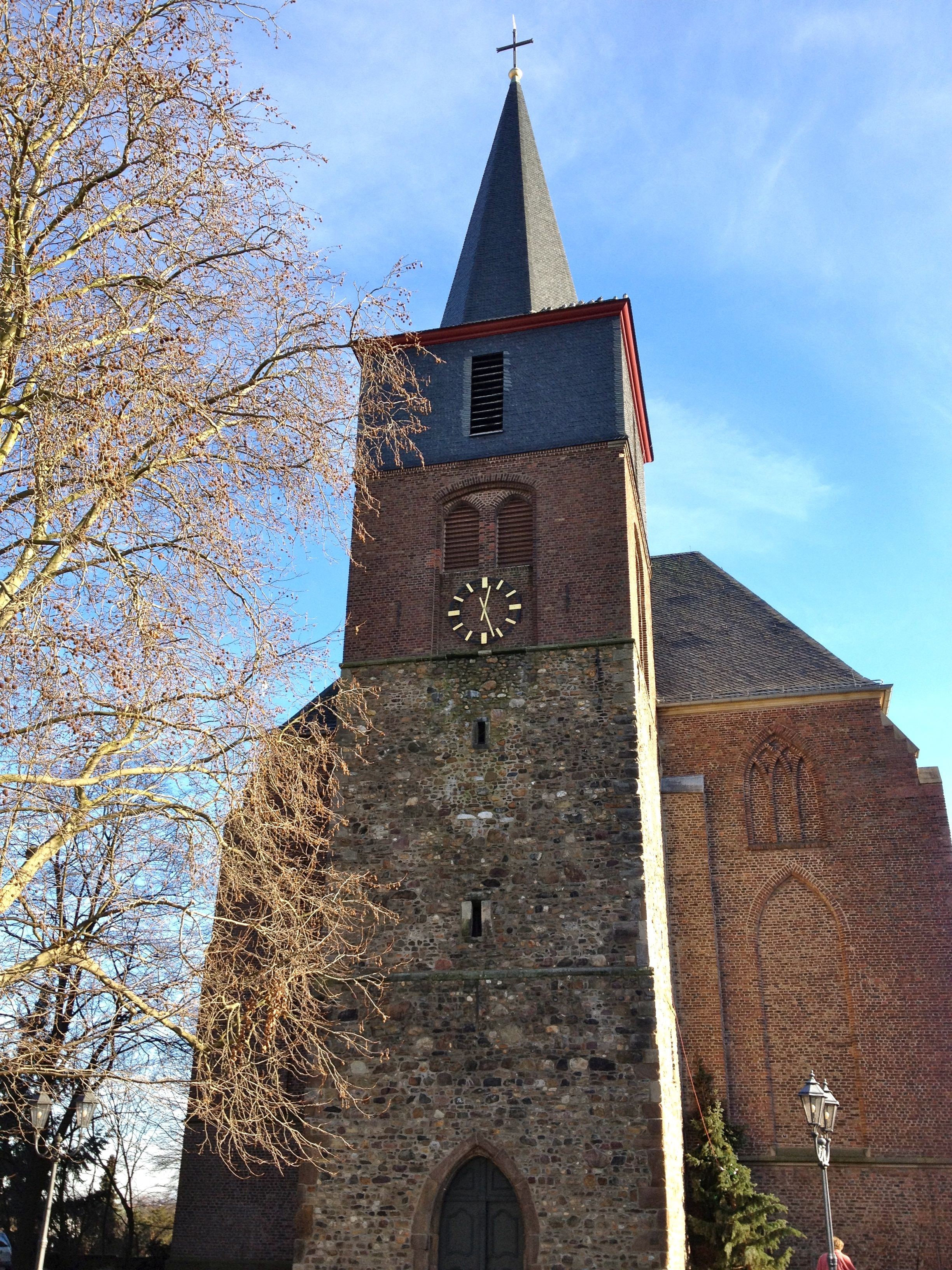
Pfarrkirche St. Martinus

### Museen
- Deutsches Glasmalerei-Museum

### Bauwerke

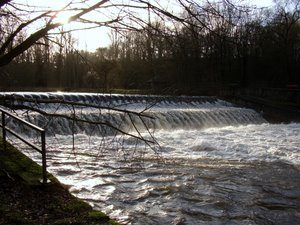
Rurdorfer Wehr

- Evangelische Kirche und historisches Häuserensemble am Altermarkt
- Katholische Pfarrkirche St. Martinus
- ehemaliges St. Josef-Krankenhaus
- NATO-Bunker „Castle Gate“
- Alte Kirche in der Ortschaft Körrenzig
- Wehr an der Rur

### Denkmäler
- Hubertuskreuz
- Mahnmal für die beim Novemberpogrom 1938 zerstörte Synagoge
- Pagode auf dem Friedensacker (von einem buddhistischen Mönch errichtet) und ein Bildstock (Jesus zerbricht das Schwert)

### Spazier- und Radwege

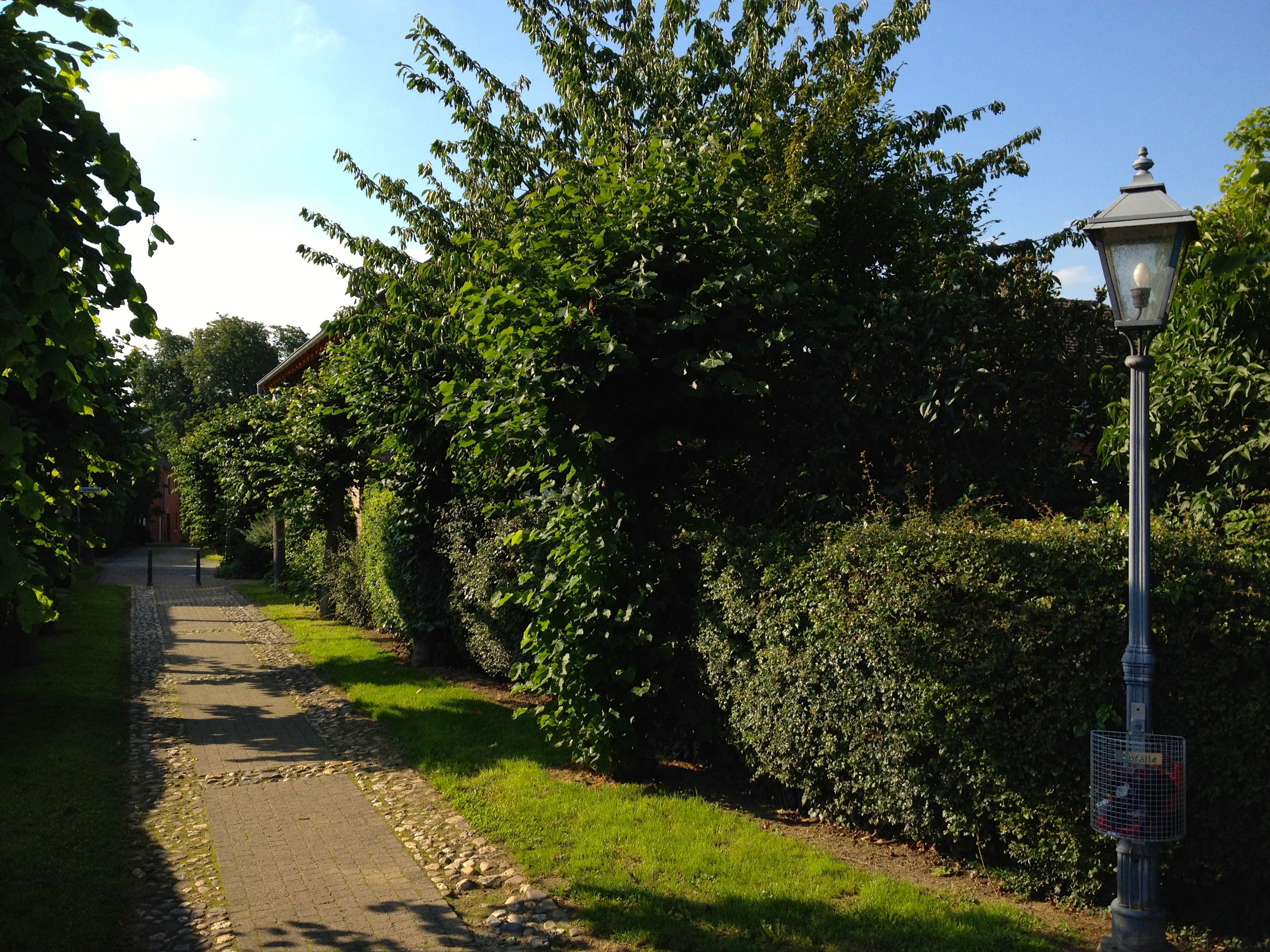
Südpromenade mit Blick zur Mahrstraße

- Promenadenrundweg – Der Promenadenrundweg[13] mit seinen vier Teilen verläuft zum Teil entlang der ehemaligen Stadtbefestigung in Linnich.

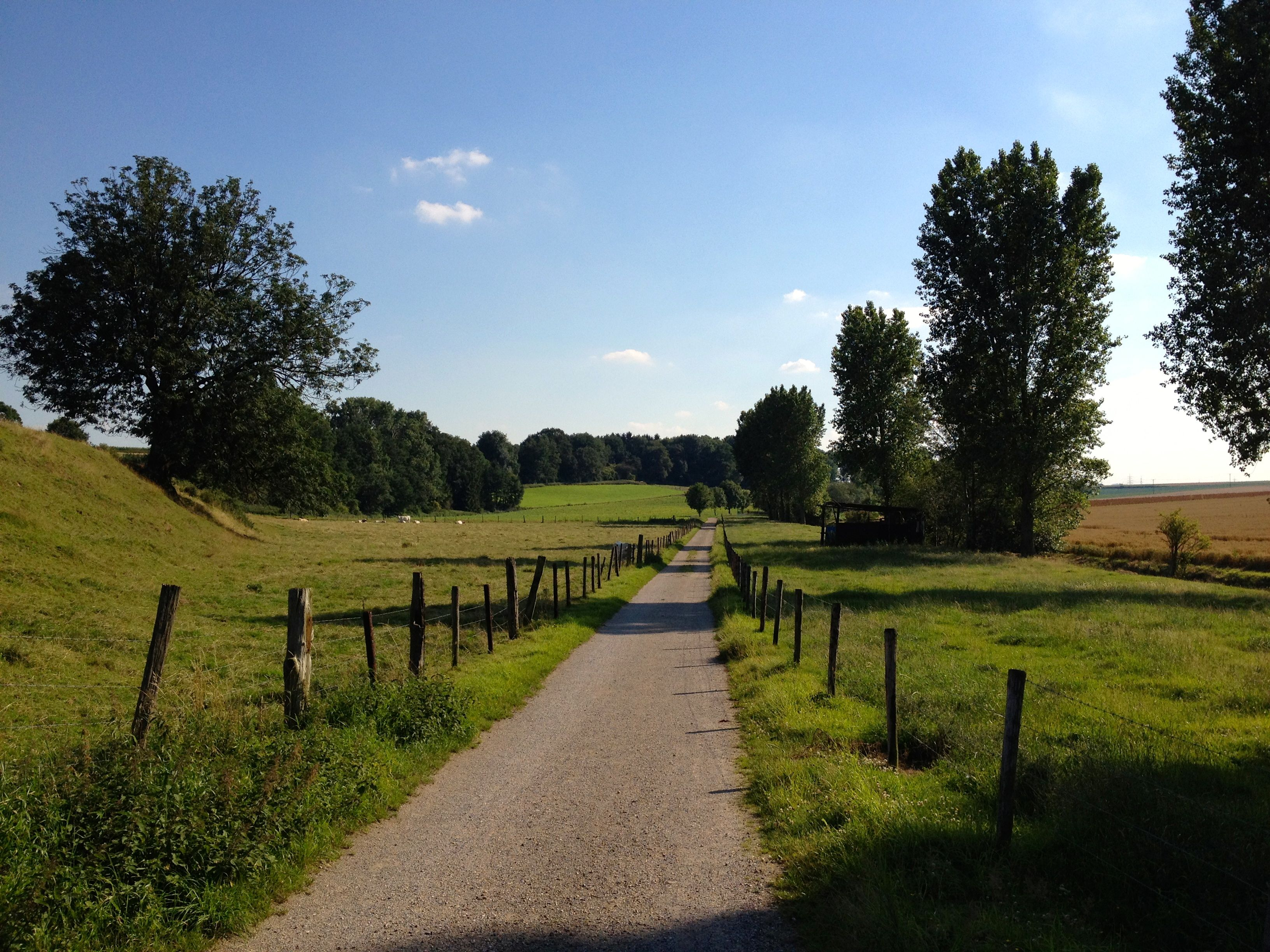
Fuß- bzw. Radweg von Linnich nach Welz

- Fußweg nach Welz – Beginnend von der Mahrstraße über Bleeck gibt es einen schönen Fußweg nach Welz. Dieser verläuft entlang des Merzbachs in einer leicht hügeligen Landschaft. In Welz kann man die derzeit westlichste Brauerei Deutschlands (Privatbrauerei der Familie Jacobsen) besuchen.
- Rurufer-Radweg – Durch die Stadt führt der RurUfer-Radweg, der die höchste Erhebung des Hohen Venn mit der Mündung der Rur in die Maas verbindet.
- Linnich ist in das Radwegenetz von Nordrhein-Westfalen eingebunden. Knotenpunkte dienen zur Orientierung der Radfahrer.

### Regelmäßige Veranstaltungen
- Andreasmarkt – Der Andreasmarkt findet jährlich am Montag um den Andreastag (30. November) statt.
- Schützenfest – Das große Schützenfest aller drei Schützengesellschaften, der Hubertus-Schützen, der Sebastianus-Schützen und der Schützengilde, genannt die „Linnicher Bronk“, findet alljährlich von Samstag nach Pfingsten bis Fronleichnam statt.
- Kultursommer – Seit 2006 findet Mitte September die Linnicher Kulturwoche mit zahlreichen Ausstellungen und Veranstaltungen in den örtlichen Museen, Kirchen, Schulen und an weiteren Plätzen statt. Seit 2010 ist daraus der Linnicher Kultursommer geworden, der bereits im Juli mit Veranstaltungen begonnen hat und Ende September mit der Abschlusswoche endete.
- Kindermeile – Im Rahmen des Kultursommers wird am 3. Wochenende im September die Linnicher Kindermeile von der Stadt Linnich organisiert.
- Maifest in Körrenzig – Das Maifest des Junggesellenverein Körrenzig 1843 e. V. findet jährlich Anfang Mai in der Linnicher Ortschaft Körrenzig statt.

## Wirtschaft und Infrastruktur

### Verkehr

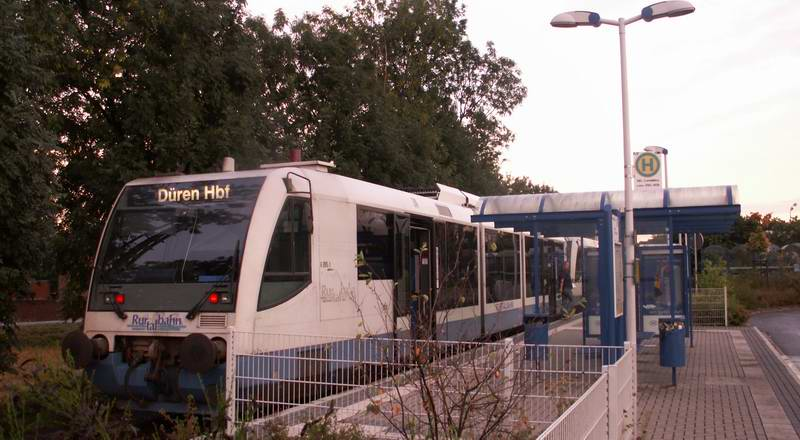
Endhaltepunkt Linnich

#### Rurtalbahn
Linnich hat seit 2002 wieder Zugang zum Bahnverkehr. Die Fahrzeit mit den Zügen der Rurtalbahn (Linie RB 21) beträgt etwa 12 min nach Jülich und rund 30 min nach Düren.
| Linie | Verlauf | Takt                  |
| ----- | --- | --------------------- |
| RB 21 | Rurtalbahn: Linnich, SIG Combibloc – Tetz – Broich – Jülich An den Aspen – Jülich Nord – Jülich – Forschungszentrum – Selgersdorf – Krauthausen – Selhausen – Huchem-Stammeln – Im Großen Tal – Düren Stand: März 2022 | 30 min (HVZ) / 60 min |

Eine Weiterführung der Strecke Richtung Norden wird diskutiert. Linnich verfügt seit 1911 mit dem rechts der Rur gelegenen Bahnhof Linnich über einen Zugang zur Bahnstrecke Jülich–Dalheim. Auf dieser Strecke wurde im Abschnitt Jülich – Baal der Personenverkehr in den 1960er-Jahren stark ausgedünnt, erschwerend hinzu kam der anwachsende Individualverkehr. Die infolgedessen nachlassenden Fahrgastzahlen veranlasste die Bundesbahn dazu, den Personenverkehr zwischen Jülich und Baal zum 29. September 1968 einzustellen. Die Dürener Kreisbahn (DKB) entschloss sich, den Streckenabschnitt zwischen Linnich und Jülich (nun als Weiterführung der Bahnstrecke Jülich–Düren) im Jahr 2002 zu reaktivieren. Zuvor wurde im Bahnhof ein neuer Bahnsteig errichtet. Die Station ist als Linnich SIG Combibloc beschildert und in Fahrplänen aufgeführt. Linnich hatte so seit 34 Jahren erstmals wieder Zugang zum Bahnverkehr (in Richtung Jülich/Düren). Der Bahnhofsbereich dient seit der Reaktivierung zum Abstellen von Güterwaggons und Regiosprintern. Das ehemalige Empfangsgebäude besteht noch, wurde nie renoviert und befindet sich heute in Privatbesitz.

#### Bus
Linnich ist mittels verschiedener Buslinien an die umgebenden Städte Aldenhoven, Jülich, Baesweiler, Übach-Palenberg und Hückelhoven angebunden. Spezialbusse fahren zu Discotheken in Jülich und Randerath (Himmerich). Ein Schnellbus verbindet Linnich mit dem Bahnhof Baal und ermöglicht damit einen schnellen Zugang zum DB-Streckennetz zwischen Aachen und Düsseldorf.
| Linie      | Betreiber | Verlauf |
| ---------- | --------- | --- |
| 278        | Rurtalbus | Linnich-SIG Combibloc – Linnich Rathaus – Rurdorf – (Welz – Ederen – Freialdenhoven) / Merzenhausen – Aldenhoven Markt – Gesamtschule |
| 279        | Rurtalbus | (Jülich Schulzentrum – Krankenhaus –) Jülich Bf/ZOB – Jülich Neues Rathaus – Walramplatz – Neubourheim – Koslar – Barmen – Merzenhausen – Ederen – Welz – (Floßdorf ←) Rurdorf – Linnich Rathaus – Linnich-SIG Combibloc                     |
| 280        | Rurtalbus | Linnich-SIG Combibloc – Linnich Markt – Gereonsweiler – Puffendorf B 57 – Setterich – Baesweiler |
| 287        | Rurtalbus | (Linnich Rathaus –) Linnich-SIG Combibloc – Kiffelberg – (Tetz – Boslar – Hompesch – Müntz) / (Gevenich – Kofferen – Hottorf) – Hasselsweiler / (Ralshoven – Gevelsdorf) – Titz                                                              |
| 295        | Rurtalbus | (Linnich Schulzentrum –) Linnich-SIG Combibloc – Glimbach – Körrenzig – Rurich – Baal Süd – Baal Bf |
| 406        | west      | Erkelenz Bf – Matzerath – Houverath – Golkrath – Kleingladbach – (Ratheim – Millich –) Hückelhoven – Hilfarth – Brachelen – (Lindern Kirche → Lindern Bf → Linnich Markt) / (Linnich Schulzentrum –) Linnich-SIG Combibloc                   |
| 493        | west      | Heinsberg Busbf – (Heinsberg Kreishaus –) Schafhausen – Eschweiler – Grebben – Oberbruch – Hülhoven – Dremmen – (Dremmen Bf –) Porselen – Horst – Randerath – (Lindern Linnicher Str. ←) Lindern Bf – Linnich-SIG Combibloc                  |
| SB95       | Rurtalbus | Schnellbus: Linnich-SIG Combibloc – Körrenzig – Baal Süd – Baal Bf |
| RufBus 278 | Rurtalbus | Rufbus: Linnich-SIG Combibloc – Rurdorf – Welz – Ederen – Freialdenhoven – Aldenhoven (Sa tagsüber) |
| RufBus 279 | Rurtalbus | Rufbus: Jülich Bf/ZOB – Jülich Neues Rathaus – Walramplatz – Koslar – Barmen – Merzenhausen – Ederen – Welz – Rurdorf – Linnich-SIG Combibloc (Sa tagsüber)                                                                                  |
| Disco-Bus  | Rurtalbus | DiscoBus: nur in den Nächten Fr/Sa (kein AVV-Tarif) Jülich Neues Rathaus – Walramplatz – Koslar – Barmen – Abwz. Floßdorf – Rurdorf – Linnich Rathaus – Glimbach – Körrenzig – Rurich – Baal Bf – Abzw. Doverheide – Hückelhoven – Himmerich |

#### Straßen

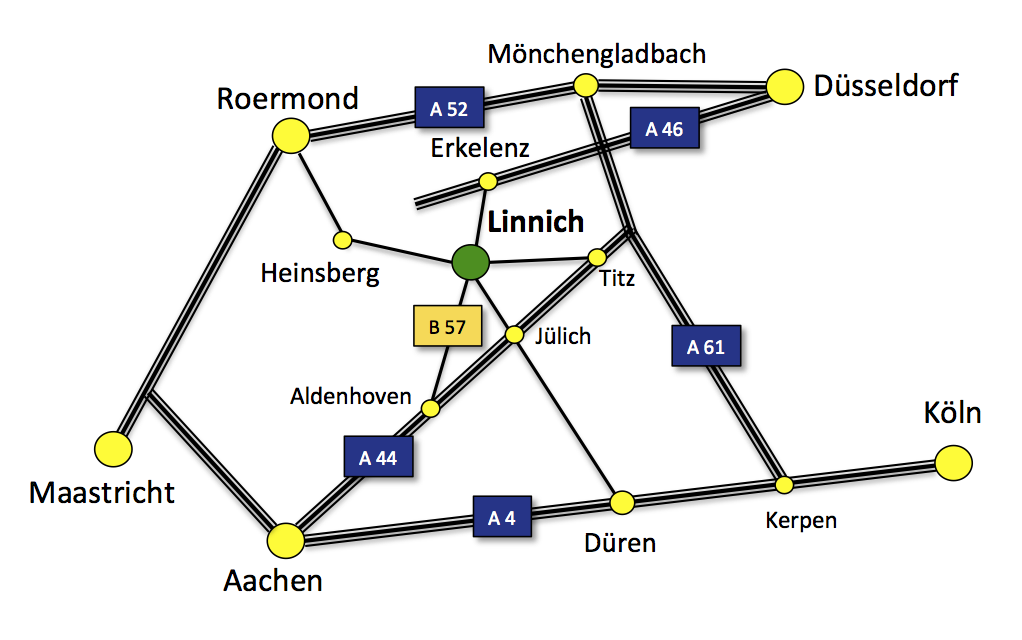
Anbindung der Stadt Linnich an die umliegenden Städte

Linnich ist mittels Schnellstraßen und Autobahnen über die nachfolgend aufgeführten Anschlussstellen an das Straßennetz angebunden. Alle Anschlussstellen liegen in max. 10 km Fahrtstrecke vom Stadtkern.
- B 57: Richtung Norden hat die Stadt Linnich Anschluss in Richtung Erkelenz und Aachen
- A 44: Aachen–Mönchengladbach (Anschlussstelle 6 Aldenhoven, Anschlussstelle 9 Titz)
- A 46: Heinsberg–Neuss (Anschlussstelle 8 Erkelenz Süd)

#### Luftverkehr
Das Ultraleichtfluggelände Linnich-Boslar liegt etwa 5 km südöstlich des Zentrums im Stadtteil Boslar.

### Ansässige Unternehmen
- Linnich ist die Heimat des Getränkekartons von SIG Combibloc
- In Linnich arbeitet die älteste Glasmalerei Deutschlands, die Glasmalerei Dr. H. Oidtmann GmbH. Seit 1997 gibt es daher das Deutsche Glasmalerei-Museum in der historischen Wassermühle der Familie Weitz im Stadtkern.

### Öffentliche Einrichtungen

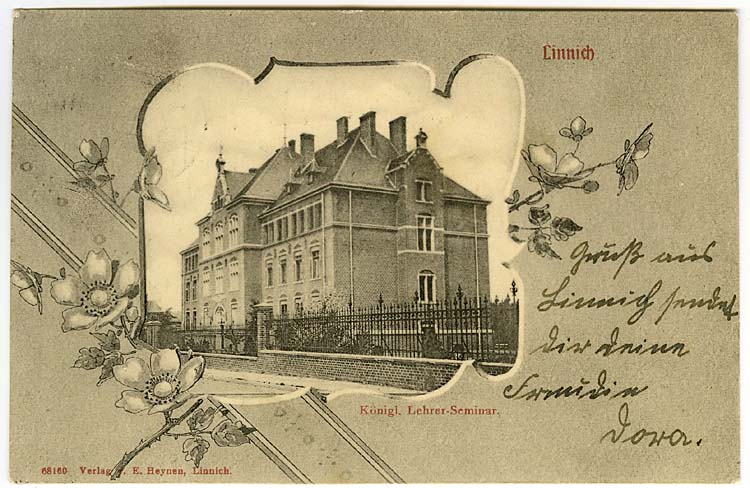
Ansichtskarte mit kgl. Lehrerseminar

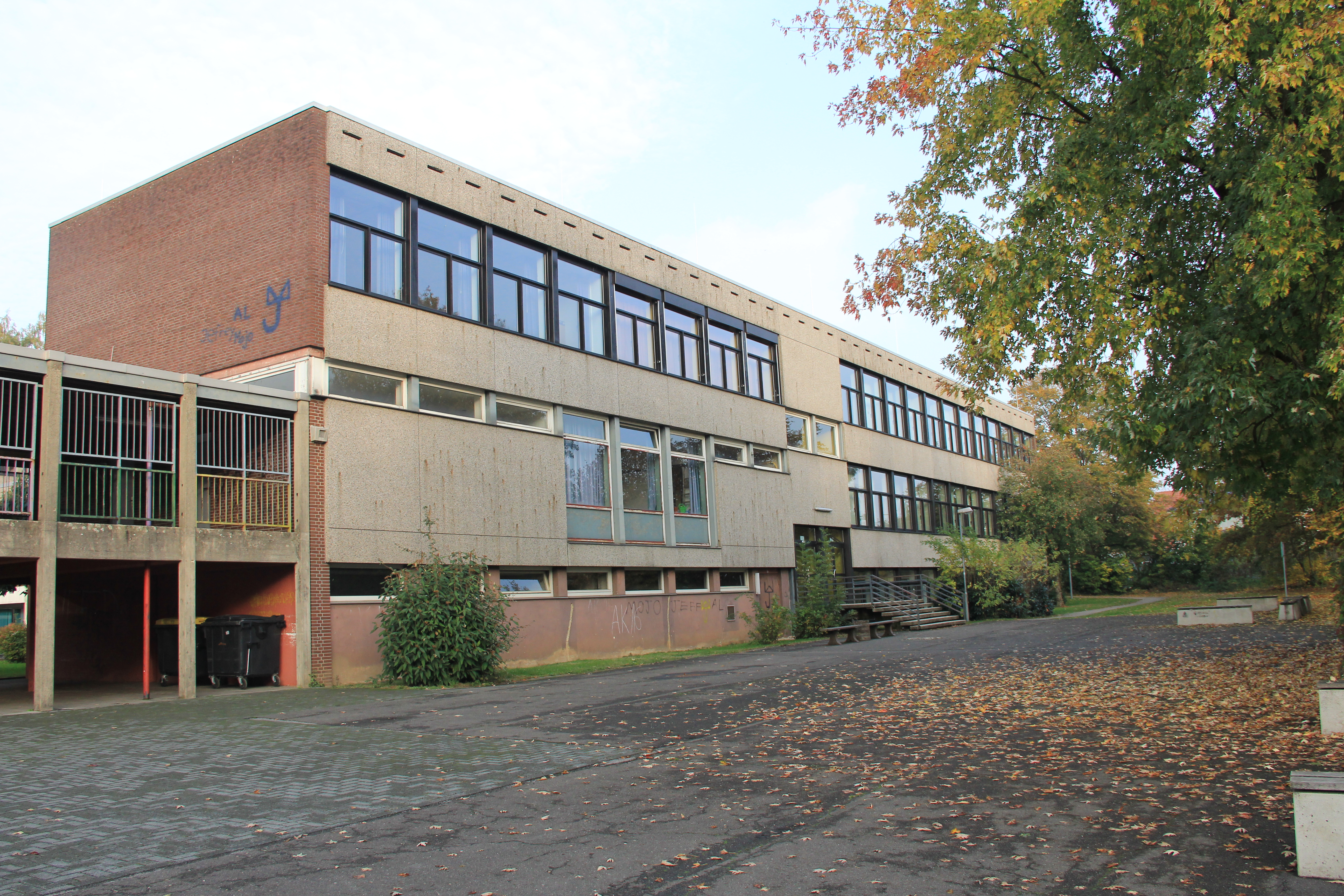
Gesamtschule, Haus der Jugend, Linnich

Am Ende des 19. Jahrhunderts besaß Linnich ein königliches Lehrerseminar in der Kernstadt Linnichs. Gut ein Viertel der Kernstadt besteht aus dem Areal des Landesamtes für Ausbildung, Fortbildung und Personalangelegenheiten der Polizei NRW – Bildungszentrum Linnich (LAFP – BZ Linnich). Diese Bezeichnung trägt die im Volksmund genannte „Polizeischule“ seit dem 1. Juli 2007. Die vorherige Bezeichnung lautete zwischen 2004 und 2007 „Institut für Aus- und Fortbildung der Polizei NRW – Bildungszentrum Linnich“. Dieses Gelände diente in der Weimarer Zeit als Schule für Leibesübungen im Rahmen der Wehrerziehung der Volkssportschulen, wurde dann von der SA übernommen. Nach dem Zweiten Weltkrieg wurden die Installationen für die Polizei reaktiviert. Seit dem Einzug der ersten Polizisten am 29. Februar 1952 zuerst der Bereitschaftspolizei Abt. IV Linnich mit ihren Lehrgruppen und Hundertschaften als Unterkunft. Im Jahre 1996 wurden die Hundertschaften der Bereitschaftspolizei den Großbehörden beziehungsweise den Bezirksregierungen angegliedert. Der neue Name der Polizeieinrichtung war dann Polizeiausbildungsinstitut Linnich. Hier wurden junge Männer und Frauen zu Polizeibeamten ausgebildet. Neben der Ausbildung zum mittleren Polizeidienst, deren Ausbildung 2½ Jahre dauerte, wurden in Linnich auch Teile der Ausbildung für den gehobenen Dienst (Polizeikommissaranwärter) durchgeführt.
Nach einem Beschluss des NRW-Innenministers Ingo Wolf vom 10. Mai 2007 soll die „Polizeischule“ ab dem 1. Januar 2008 in der Planung der zentralen Aus- und Fortbildung der Polizei NRW keine Rolle mehr spielen. Seit dem 17. September 2007 befindet sich in der ehemaligen Polizeischule die zentrale Fahrzeugzulassungsstelle für die Polizeifahrzeuge des Landes NRW. Dort werden ebenfalls alle Polizeidienstausweise des Landes ausgestellt. Neben Selm und Brühl werden in Linnich die Leasing-Fahrzeuge der Polizei gewechselt. Heute werden in den Trainingsstätten und Hörsälen diverse Fortbildungen der Polizei NRW durchgeführt. Am 26. Juni 2008 unterzeichneten die Polizeipräsidenten von Aachen und Mönchengladbach und die Landräte aus Düren, Heinsberg und Neuss in Linnich einen Kooperationsvertrag zum Aufbau eines Regionalen Trainingszentrums der Polizei NRW in Linnich. In der Zeit vom 30. August 2004 bis zum 30. Juni 2006 wurden einige Gebäude von der Fachhochschule für Finanzen NRW genutzt.
Das Gebäude des ehemaligen königlichen Lehrerseminars diente zwischenzeitlich als Wohnheim für ausländische Studenten der FH Aachen, Abteilung Jülich. Ab 2009 wurden die Gebäude an der Rurdorfer Straße Standort des Freshman Instituts der FH Aachen. Dieses bietet ausländischen Studenten in zehnmonatigen Seminaren sowohl Wohnraum, wie auch Unterrichtsräume zur Vorbereitung auf ein Studium in Deutschland. Im September 2013 liefen die Mietverträge zur Nutzung durch das Freshman Institut aus und dieses hat seinen Standort nach Geilenkirchen verlagert. Es ist angedacht, erneut einen Teil der FH Finanzen NRW – wie 2006 – auf dem Gelände anzusiedeln. Außerdem sollen Gebäude, darunter das Lehrerseminar, zugunsten der Vermarktung an private Investoren, abgerissen werden. Durch Initiative der FDP und des Linnicher Geschichtsvereins 1987 e. V. konnte das Lehrerseminar gerettet werden und steht heute unter Denkmalschutz. Das ehemalige Warnamt im Ortsteil Welz war zwischenzeitlich Sitz der Bundespolizeiinspektion Aachen. Zurzeit werden die Gebäude als Flüchtlingsunterkunft der Stadt Linnich genutzt.

### Bildung
Im Schulzentrum am Bendenweg sind folgende Schulen und Einrichtungen angesiedelt:
- Gemeinschaftsgrundschule: Merzbachschule Linnich
- Offene Ganztagsschule an den Grundschulen
- Gesamtschule Aldenhoven-Linnich (GAL):
  - frühere Gemeinschaftshauptschule nun „Haus der jungen Erwachsenen“ der GAL, Oberstufe
  - frühere „Städtische Realschule“ nun „Haus der Jugend“ der GAL Jahrgangsstufen 8 bis 10
- Rheinische Förderschule, Förderschwerpunkt körperliche und motorische Entwicklung, des Landschaftsverband Rheinland
- Sportplatz mit Laufbahn und Kunstrasenplatz
- Hallenbad und Sporthallen

## Persönlichkeiten

### In Linnich geboren
- Wilhelm Korfmacher (1787–1860), Orgelbauer
- Christian Joseph Matzerath (1815–1876), Jurist und Dichter, Mitglied im Maikäferbund
- Hubert Sittart (1860–1942), Lehrer, Mitglied im Reichstag (Zentrumspartei)
- Joseph Burggraef (1876–1942), Regierungsdirektor und Landrat
- Heinrich Weitz (1890–1962), Politiker, Oberbürgermeister, Landesminister und Präsident des Deutschen Roten Kreuzes, nach ihm wurde die im Ort über die Rur führende und beim Hochwasser 2021 irreparabel beschädigte Brücke benannt.
- Heinrich Mückter (1914–1987), Mediziner, Pharmakologe und Chemiker, beteiligt an Menschenversuchen in Krakau und am Contergan-Skandal
- Wilhelm Willms (1930–2002), Pfarrer und Verfasser geistlicher Lieder und Lyrik
- Franz Eppert (1934–2021), Germanist, Linguist und Hochschullehrer
- Wolfgang Dahmen (* 1949), Mathematiker
- Eberhard Pohl (* 1953), Jurist, Diplomat, Botschafter der Bundesrepublik Deutschland
- Ernst Wüllenweber (* 1953), Sonder- und Heilpädagoge
- Josef Matzerath (* 1956), Historiker und Hochschullehrer
- Klaus Wübbenhorst (* 1956), Vorsitzender der Geschäftsführung der Gesellschaft für Konsumforschung
- Dietmar Krug (* 1963), Journalist und Schriftsteller
- Jürgen Gburek (* 1967), Fernschachspieler und „Senior International Correspondence Chess Master“
- Marion Hellmann (* 1967), Leichtathletin
- Udo Recker (* 1967), Mittelalterarchäologe
- Christoph Weber (* 1967), Regisseur und Dokumentarfilmer
- Marc Breuer (* 1968), alias „Brüh“, vom Realsatire-Duo Rurtal Trio
- Elke Winkens (* 1970), Schauspielerin
- Michael Lausberg (* 1972), Sozialwissenschaftler
- Türkan Dagli (* 1975), Architektin
- Gregor Buchkremer (* 1980), Filmregisseur und Drehbuchautor
- Michael Dahmen (* 1981), Opern- und Konzertsänger

### Mit Linnich verbunden
- Heinrich Oidtmann (1838–1890), Arzt und Begründer der Linnicher Glasmalerei-Werkstatt
- Heinrich Oidtmann II (1861–1912), Arzt, Autor und Unternehmer, Sohn von Heinrich Oidtmann
- Hans Brückmann (1897–1979), Oberstadtdirektor in Düren von 1948 bis 1962
- Eberhard Pohl (* 1953), Diplomat
- Robert Leipertz (* 1993), Fußballspieler